# Sphagnum oxyphyllum
Sphagnum oxyphyllum är en bladmossart som beskrevs av Warnstorf 1890. Sphagnum oxyphyllum ingår i släktet vitmossor, och familjen Sphagnaceae. Inga underarter finns listade i Catalogue of Life.